# Dekanat Krosno II
Dekanat Krosno II – dekanat wchodzący w skład archidiecezji przemyskiej, w archiprezbiteratu krośnieńskiego.

## Historia
W 1971 roku dekretem bpa Ignacego Tokarczuka dekanat krośnieński został podzielony na krośnieński południowy i krośnieński północny.

## Parafie
- Haczów – pw. Wniebowzięcia Najświętszej Maryi Panny
- Iskrzynia – pw. Matki Bożej Częstochowskiej
- Jabłonica Polska – pw. Zwiastowania Najświętszej Maryi Panny
- Kombornia – pw. Matki Bożej Pocieszenia
  - Wola Komborska – kościół filialny pw. Miłosierdzia Bożego
- Korczyna – pw. Najświętszej Maryi Panny Królowej Polski
  - Korczyna (Podzamcze) – kościół filialny pw. św. Józefa Sebastiana Pelczara
  - Korczyna (Sporne) – kościół filialny pw. Nawiedzenia Najświętszej Maryi Panny
- Krosno – pw. Podwyższenia Krzyża Świętego w Krośnie (Kapucyni)
- Krosno – pw. Ducha Świętego (Michalici)
- Krościenko Wyżne – pw. św. Marcina
- Malinówka – pw. Najświętszego Serca Pana Jezusa
- Węglówka – pw. Narodzenia Najświętszej Maryi Panny
  - Czarnorzeki – kościół filialny pw. Przemienienia Pańskiego

## Zgromadzenia zakonne
- Krosno – Kapucyni (1757)
- Krosno – xx. Michalici (1980)
- Haczów – ss. Służebniczki starowiejskie (1934)
- Krościenko Wyżne – ss. Służebniczki starowiejskie (1929)
- Kombornia – ss. Służebniczki starowiejskie (1923)
- Korczyna – ss. Służebniczki starowiejskie (1880)
- Korczyna – ss. Sercanki (1905)
- Korczyna – ss. Sercanki (1985)